# Алданлаг
Алданський виправно-трудовий табір (Алданлаг) — підрозділ, що діяв в системі виправно-трудових установ СРСР, знаний як Алданзолото.

## Історія
Алданлаг був організований 7 червня 1947. Управління Алданлагу розташовувалося спочатку в селищі  Алдан,  Якутської АРСР. В оперативному командуванні він підпорядковувався спочатку Спеціальному головному управлінню Головспеццветмет (СГУ) МВС СРСР та Управлінню виправно-трудових таборів і колоній МВС Якутської АРСР, надалі був перепідпорядкований ГУЛАГу Міністерства Юстиції СРСР.
Максимальна одноразова кількість ув'язнених досягала понад 3500 осіб.
Алданлаг був закритий 29 квітня 1953 року.

## Виробництво
Основним видом виробничої діяльності ув'язнених був видобуток золота, гірські та земляні роботи, будівництво і лісозаготівлі.